# Capitanía de Goiás
La capitanía de Goiás (en portugués antiguo: capitanía de Goyaz), en el Brasil, fue creada por la Corona portuguesa el 9 de mayo de 1748, desmembrándola del territorio de la capitanía de San Pablo.

## Historia
El territorio sobre el que se asentó la capitanía de Goiás había sido adjudicado en su mayor parte a la corona de Portugal por el Tratado de Tordesillas, aunque parte de su territorio quedaba dentro de las áreas adjudicadas a España, pero no fue explorado por los españoles. 
Los paulistas Bartolomeu Bueno da Silva (el Anhangüera), João Leite da Silva Ortiz y Domingos Rodrigues do Prado, a cambio de la excepción de tributos por la navegación de los ríos de la región por tres generaciones y otras ventajas, salieron de San Pablo en 1722, descubriendo oro en Goiás en 1725. Con el objeto de nuevos descubrimientos, Bartolomeu Bueno retornó al territorio de Goiás en 1726, levantando la primera población Arraial da Barra, en la confluencia de los ríos Vermelho y Bugre.
Entre 1728 y 1748 se suceden las exploraciones en busca de oro, fundándose algunas poblaciones y localizándose ricos yacimientos auríferos. En ese período la administración política de las minas fue regida por la provisión real de 1728, que creó la Superintendencia de las minas de Goiás. El primer superintendente de las minas fue Bartolomeu Bueno da Silva, con sede en Vila Boa, posteriormente el territorio fue desmembrado en dos distritos: Meia Ponte y Santana. 
Por causa del contrabando y de las luchas internas, el gobierno de San Pablo solicitó a la Corona portuguesa que fuese creada la capitanía de Goiás, lo que se hizo efectivo en 1744, aunque el primer gobernador fue nombrado recién en 1749.
La firma de los tratados de Madrid (1750) y de San Ildefonso (1777), entre Portugal y España, confirmó la posesión portuguesa de la región.
A principios del siglo XIX, Goiás fue obligado a ceder áreas de su territorio a las provincias del Maranhão y Minas Gerais.
La extinción del sistema de capitanías ocurrió formalmente el 28 de febrero de 1821, un poco más de un año antes de la declaración de independencia del Brasil, ese día la capitanía de Goiás se convirtió en la provincia de Goiás (província de Goiás), que fue una de las provincias del Imperio de Brasil a partir del 22 de septiembre de 1822.